# دري همينغوي
دري لويز همنغواي كريسمان (بالإنجليزية: Dree Hemingway) (مواليد في 4 ديسمبر 1987) عارضة أزياء وممثلة أميركية، حفيدة الكاتب العالمي إرنست همينغوي وهي ابنة الممثلة مارييل همنغواي
, ابنه أخت ممثلة وعارضة الأزياء الراحلة مارجو همنغواي .

## روابط خارجية
- دري همينغوي على موقع IMDb (الإنجليزية)
- دري همينغوي على موقع أول موفي (الإنجليزية)
- دري همينغوي على موقع قاعدة بيانات الفيلم (الإنجليزية)
- دري همينغوي على موقع دليل عارضات الأزياء (الإنجليزية)